# صن زيو
صن زيو مواليد 6 يوليو 1996 في نانجينغ، هي لاعبة كرة مضرب صينية. أعلى تصنيف لها في الفردي كان 907. أعلى تصنيف لها في الزوجي كان 383.

## النهائيات

### الزوجي (1–1)
| الحصيلة | الرقم | التاريخ       | الدورة          | الأرضية | الشريك   | المنافس                   | النتيجة               |
| ------- | ----- | ------------- | --------------- | ------- | -------- | ------------------------- | --------------------- |
| الفوز   | 1.    | 9 سبتمبر 2013 | سانيا، الصين    | صلبة    | شو شيلين | يانغ زهاوكسوان تشاو ييجنج | 6–7(5–7), 6–3, [10–3] |
| الوصافة | 1.    | 3 مارس 2014   | تشوانتشو، الصين | صلبة    | شو شيلين | تشان تشين وي شو يفيان     | 6–7(4–7), 1–6         |

## روابط خارجية
- صن زيو على موقع رابطة محترفات التنس (الإنجليزية)
- صن زيو على موقع الاتحاد الدولي لكرة المضرب (الإنجليزية)
- صن زيو على موقع خلاصة التنس.كوم (الإنجليزية)